# 前199年
| 千纪： | 前1千纪 |
| 世纪： | 前3世纪 \| 前2世纪 \| 前1世纪                                                                                         |
| 年代： | 前220年代 \| 前210年代 \| 前200年代 \| 前190年代 \| 前180年代 \| 前170年代 \| 前160年代                               |
| 年份： | 前204年 \| 前203年 \| 前202年 \| 前201年 \| 前200年 \| 前199年 \| 前198年 \| 前197年 \| 前196年 \| 前195年 \| 前194年 |
| 纪年： | 西汉汉高帝八年 |

## 大事记
- 漢高帝劉邦下令將六國十萬余貴族豪強遷徙至關中一帶以便管理。
- 羅馬元帥Gnaeus Baebius Tamphilus攻打高盧Insubres，損失6700名士兵。

## 出生
- ［［周亞夫］］